# Футбол в Финляндии
Футбол в Финляндии, в отличие от большинства европейских стран, не является спортом № 1, отдав пальму первенства зрительских симпатий хоккею. Тем не менее, по количеству зарегистрированных игроков (около 115 тысяч) финский футбол превосходит хоккей (около 60 тысяч), и популярность футбола растёт с каждым годом, особенно среди финских девушек и женщин, где ежегодные темпы роста популярности держатся на отметке около 10 процентов; в сезоне 2006—2007 года 19,9 % из всех зарегистрированных футбольных игроков были девушки и женщины. Всего же Футбольная ассоциация Финляндии насчитывает приблизительно около тысячи футбольных клубов — членов Ассоциации. А согласно данным, приведённым Институтом Гэллапа, в стране более 400 тысяч человек увлекаются футболом как хобби.

## История
Футбол появился в Финляндии в 1890-х годах благодаря английским морякам. Первая игра состоялась в Турку. Первые национальные соревнования состоялись в 1906-м году, в них победила школьная команда из Турку. Футбольная ассоциация Финляндии была основана в 1907-м году, в 1908-м она вступила в ФИФА. Поскольку спорт исторически не очень популярен в Финляндии, страна никогда была сильна в нём на международных соревнованиях. В 1980-х годах к футболу стал возрождаться интерес, и в стране появились такие звёзды, как Яри Литманен, Антти Ниеми, Сами Хююпия, Микаэль Форсселль, Миксу Паателайнен, Тему Тайнио и Юсси Яаскеляйнен.

## Национальные клубные соревнования
Высшим дивизионом в системе футбольных лиг Финляндии является Вейккауслига, в которой участвуют 12 клубов. Уровнем ниже находится Юккёнен с 10 участвующими командами. В третьем по силе дивизионе и ниже клубы разделены на группы, в зависимости от своего местоположения.
В кубок Финляндии допускаются все команды-члены Футбольной ассоциации Финляндии. В 2022-м году примут участие 314 клубов.
Все финские национальные соревнования проходят по системе «весна-осень», которая присуща странам Северной Европы (за исключением датского чемпионата).

## Сборная Финляндии по футболу
Первый свой международный матч сборная провела против Швеции в 1911-м году. Через год принимали участие в Олимпийских играх в Стокгольме под титулом Великое княжество Финляндское. В силу своей автономии и статуса страна принимала участие отдельно от Российской империи, заняв на турнире 4-е место.
За всю историю сборная Финляндии ни разу не смогла отобраться на Чемпионат мира. В 2020-м году впервые удалось отобраться на Чемпионат Европы по футболу. На турнире, проходившем в 11 городах Европы, финны набрали 3 очка вместе со сборными Дании и России, заняв 3-е место в группе B и не попав в число четырёх команд из шести групп для выхода в плей-офф.